# Giáo hội Cứu rỗi Tin lành Hàn Quốc
Giáo hội Cứu rỗi Tin lành Hàn Quốc (Evangelical Baptist Church of Korea hay Korean Evangelical Baptist Church, tiếng Hàn: 기독교복음침례회) được thành lập vào năm 1962 do vị tỷ phú người Hàn Quốc là Yoo Byung-eun và Mục sư Kwon Shin-chan (권신찬) khai lập nên. Tên chính thức của Giáo hội này được đổi thành EBC vào năm 1981. Ở Hàn Quốc, EBC thường được gọi là Guwonpa (Cứu ân phái), nghĩa là Giáo phái Cứu rỗi (Salvation Sect) trong cụm từ Guwon (Cứu ân/구원). Giáo hội Cứu rỗi được thành lập với niềm tin rằng người được Chúa Trời cứu giúp hay che chở sẽ thoát khỏi những tội lỗi trong tương lai và đảm bảo con đường lên thiên đàng. Giáo phái Cứu rỗi này có khoảng 100.000 thành viên, răn dạy tín đồ rằng những người đã được Chúa cứu rỗi sẽ được tha thứ tất cả tội lỗi họ phạm phải trong tương lai và chắc chắn sẽ lên thiên đàng. Không giống như các tổ chức Cơ Đốc giáo khác, nhóm này không khuyên tín đồ về sự ăn năn hối lỗi khi làm điều sai và đây là một trong những lý do khiến nhóm bị các giáo hội chính thống coi là dị giáo. Các thành viên giáo phái dùng khu nhà Geumsuwon có diện tích 760.000 m2 làm nơi trồng rau củ hữu cơ và nuôi cá.

## Bê bối
Cảnh sát cũng nhiều lần vào cuộc điều tra hoạt động của giáo hội với những khoản tiền quyên góp lên đến hàng tỷ won và được chuyển vào quỹ đầu tư của những doanh nghiệp công ty con do ông Lee Byung Un điều hành. Năm 1987, vụ tự sát hàng loạt ở Odaeyang (5 đại dương) của 32 tín đồ giáo hội Cứu rỗi được cho là có liên quan đến hiệp ước giết người và tự tử của giáo hội nhưng giáo chủ tỷ phú Lee Byung Un phủ nhận. Đến năm 1992, ông Lee Byung Un bị bắt vì tội lợi dụng tín ngưỡng tôn giáo để gian lận trong kinh doanh và lãnh án 4 năm tù giam. Ông chủ JYP Entertainment là Park Jin Young và tài tử Bae Yong Joon bị Dispatch bắt gặp loạt ảnh tham gia buổi truyền đạo kéo dài 7 ngày của giáo phái này ở Yeoksamdong. Sau khi tin tức lan truyền, cả hai đồng loạt lên tiếng phủ nhận thông tin trên. Từng có tin đồn cho rằng ông Lee Byung Un sử dụng JYP Entertainment như một kênh chuyển tiền của giáo phái sau những cáo buộc trốn thuế. Một yếu tố khác khiến tin đồn càng thêm đáng tin là vợ của Park Jin Young chính là cháu gái của Lee Byung Un. Năm 2014, Park Jin Young cũng bị cuốn vào vòng xoáy chỉ trích vì bị cho là tín đồ của giáo hội Cứu rỗi nhưng ông chủ JYP đã lên tiếng phủ nhận sau đó.
Năm 2014, giáo hội Cứu rỗi bị cả đất nước Hàn Quốc lên án vì có liên quan đến vụ chìm phà Sewol khi ông Lee Byung Un là người đứng đầu công ty sở hữu phà Sewol. Giới chức Hàn Quốc phát lệnh bắt doanh nhân Yoo Byung-eun với cáo buộc tham ô, lơ là trách nhiệm và trốn thuế. Sau vụ chìm phà Sewol, Yoo trở thành người bị truy nã gắt gao nhất Hàn Quốc nhưng giới chức không thể lần ra tung tích ông này. Hàng nghìn cảnh sát và công tố viên vài lần đột kích vào Geumsuwon nhưng không tìm thấy ông và vấp phải sự kháng cự của tín đồ. Ngày 28 tháng 4 năm 2014 đã có 600 tín đồ biểu tình trước trụ sở đài KBS ở Seoul để phản đối việc đưa tin về mối liên quan giữa giáo phái với bên điều hành phà Sewol. Các công tố viên cảnh báo vào ngày 24 tháng 5 năm 2014 rằng bất cứ ai giúp Yoo ẩn náu đều phải đối mặt với án tù ba năm. Đứng trước áp lực dư luận với hàng loạt những cáo buộc, ông qua đời vào tháng 6 năm 2014, đúng 2 tháng sau khi thảm họa chìm phà xảy ra. Ngày 12 tháng 6 năm 2014, một thi thể bị phân hủy nặng được tìm thấy ở một vườn mận tại Suncheon, cạnh thi thể là ba chai rượu soju, một chai dầu gan cá mập do một trong những công ty của Yoo sản xuất cùng một cuốn sách của ông này, khoảng 6 tuần sau, cảnh sát xác nhận thi thể này là Yoo nhưng không kết luận ông bị sát hại hay tự tử.